# Petrovci (ort i Kroatien)
Petrovci är en ort i Kroatien.   Den ligger i länet Srijem, i den östra delen av landet, 240 km öster om huvudstaden Zagreb. Petrovci ligger 103 meter över havet och antalet invånare är 993.
Terrängen runt Petrovci är mycket platt. Runt Petrovci är det ganska glesbefolkat, med 39 invånare per kvadratkilometer. Närmaste större samhälle är Vukovar, 7,4 km nordost om Petrovci. Trakten runt Petrovci består till största delen av jordbruksmark.